# Lynette Scavo
Lynette Scavo (họ gốc: Lindquist) là một nhân vật giả tưởng được thể hiện bởi Felicity Huffman trong loạt phim truyền hình Desperate Housewives của đài ABC. Nhân vật này được sáng tạo bởi Marc Cherry và xuất hiện lần đầu trong tập đầu tiên của loạt phim vào ngày 3 tháng 10 năm 2004. Lynette sống ở con đường giả tưởng Wisteria Lane tại Fairview, thuộc bang Eagle. Trong số 4 nhân vật chính của phim, Lynette là mẫu phụ nữ thông minh, mạnh mẽ, dám nói lên những suy nghĩ của mình. Cô tốt nghiệp trường đại học Northwestern và từng là một người thành đạt trong lĩnh vực quảng cáo. Tuy nhiên, Lynette có một mái ấm thời thơ ấu không toàn vẹn, và khi lấy chồng, cô phải săn sóc cho cả một đàn con nghịch ngợm. Mặc dù vậy, Lynette luôn tận tụy vì gia đình, và cố hết sức để giữ gìn hạnh phúc hôn nhân.
Diễn viên Alex Kingston từng diễn thử với mong muốn được nhận vai này, nhưng cô đã bị từ chối vì có vóc dáng không phù hợp, và cuối cùng giao cho Felicity Huffman. Với nhân vật Lynette, diễn viên Felicity Huffman đã nhận được một giải Emmy và được đề cử cho một giải Quả Cầu Vàng.